# Wolfgang Reichenberger

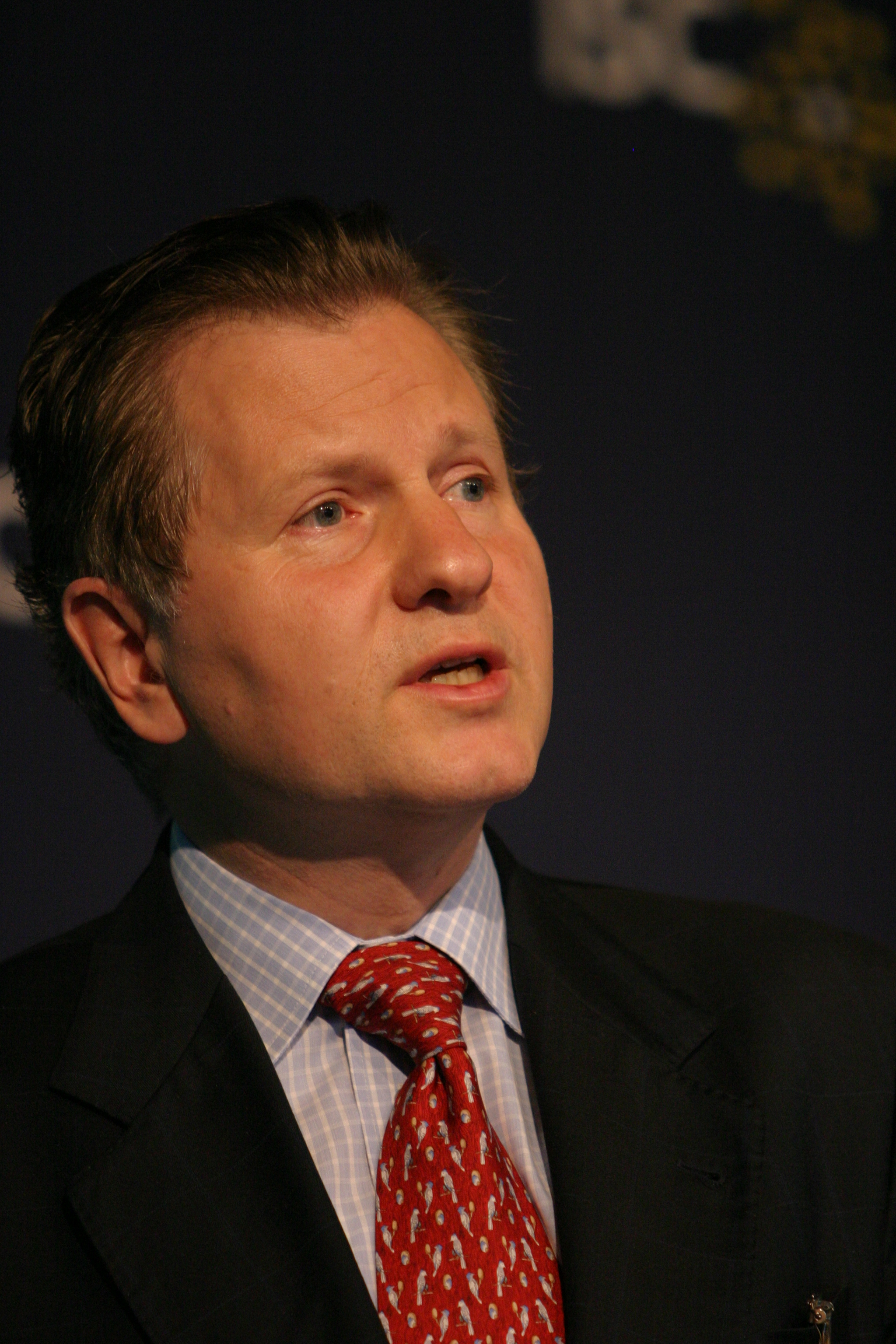
Wolfgang Reichenberger

Wolfgang H. Reichenberger (* 19. Juli 1953 in München) ist ein österreichischer Private-Equity-Investor.

## Leben
Reichenberger wuchs in Wien auf, wo er 1971 am Theresianum maturierte. Er studierte an der Hochschule St. Gallen, Schweiz, Schwerpunkt Buchhaltung und Finanzen und von 1976 bis 1979 an der Wirtschaftsuniversität Wien Betriebswirtschaftslehre. Hier promovierte er mit einer Dissertation über Kuppelprodukte in der Lebensmittelindustrie. Während des Studiums absolvierte er Praktika an den Österreichischen Aussenhandelsstellen von Moskau und Lissabon.
Ab 1977 war er fast 30 Jahre bei dem Schweizer Nahrungsmittelkonzern Nestlé tätig, in verschiedenen Funktionen und Führungsrollen in Europa, Nord- und Südamerika, Asien und Ozeanien, u. a. als Leiter der internen Revision in São Paulo, Brasilien (1980–1983), als Schatzmeister für Nestlé US (1983–1986), in Firmenniederlassungen auf den Philippinen, Neuseeland und Japan, hier als Präsident der Nestlé Japan Group in Kobe (1999–2001). Zuletzt bekleidete er von 2001 bis 2006 den Posten als Chief Financial Officer und Executive Vice President in der Nestlé-Hauptverwaltung in Vevey, Schweiz. Unter seiner Ägide fanden Fusionen mit Firmen und Zukäufe von Marken statt sowie die ersten Aktienrückkäufe. Während seiner Tätigkeit für Nestlé war er Vorsitzender bzw. Vorstandsmitglied mehrerer Firmenausschüsse.
Reichenberger war über 4 Jahre Mitglied der 6-köpfigen Aufsichtsbehörde an der Schweizer Börse, weiters Vorsitzender der CFO Task Force des ERT (European Roundtable of Industrialists) und Mitglied des Alumni Advisory Board der Universität St. Gallen.
2006 mitbegründete er Inventages Wealth Management Inc., einen Venture Capital-Fonds, der auf gesunde Ernährung spezialisiert ist, mit Sitz in Nassau, Bahamas. Er ist dessen General Partner.
Seit Oktober 2017 ist er Honorarkonsul von Österreich für die Bahamas, verantwortlich für das Konsulat Nassau.

## Privat
Reichenberger ist mit der schweizerisch-brasilianischen Kinderärztin Monica Estermann (* 1956 in Chiclayo, Peru) verheiratet und hat mit ihr zwei Söhne und zwei Töchter. Er spricht acht Sprachen fließend. Er hat seit 1985 eine Privatpilotenlizenz und ist der erste Privatpilot, der den Südatlantik auf einer Diamond 42 überquert hat (Kapverden–Brasilien, August 2016). Als Mitglied der Bahamas Search and Rescue Association flog er u. a. mehrere Katastropheneinsätze in den Bahamas und Haiti.
Wolfgang Reichenberger lebt mit seiner Frau in Nassau/Bahamas. Sein Großvater war der Dirigent und Komponist Hugo Reichenberger (1873–1938).